# Sinocrassula indica
Sinocrassula indica là một loài thực vật có hoa trong họ Crassulaceae. Loài này được (Decne.) A. Berger miêu tả khoa học đầu tiên năm 1930.